# Klein Düngen
Klein Düngen ist ein nördlicher Ortsteil der Stadt Bad Salzdetfurth in Niedersachsen an der Lamme. Im Norden, dicht am Ort, fließt die Innerste, eng benachbart im Westen liegt der Ortsteil Groß Düngen, im Norden Heinde.

## Geschichte
Erste urkundliche Erwähnung findet Klein Düngen im Jahr 1188. In den Jahren 1368, 1462 und 1568 wurde Klein Düngen in Urkunden Lutteken Dungen genannt. Am 1. März 1974 wurde es zusammen mit mehreren anderen Dörfern nach Bad Salzdetfurth eingemeindet. Im Jahr 2007 wurde der Ort vom Hochwasser der Innerste heimgesucht. Der nahezu gesamte Ort wurde überflutet. Im Jahr 2017 wurde Klein Düngen erneut von einem Rekordhochwasser mit schweren Schäden getroffen. Einige Gebäude wurden infolgedessen angerissen und neu errichtet. 

## Politik
Klein Düngen besaß bis zu den Kommunalwahlen in Niedersachsen 2021 keinen eigenen Ortsrat und wurde von einem Ortsvorsteher politisch vertreten. Durch die Gründung der "Wählergemeinschaft Klein Düngen" wurde erstmals ein Ortsrat in der Ortschaft etabliert.
Seit der Kommunalwahl 2021 besteht folgende Sitzverteilung im Ortsrat:
- Wählergemeinschaft Klein Düngen: 4 Sitze
- Einzelbewerber Maximilian Mazur: 1 Sitz

## Kultur und Sehenswürdigkeiten

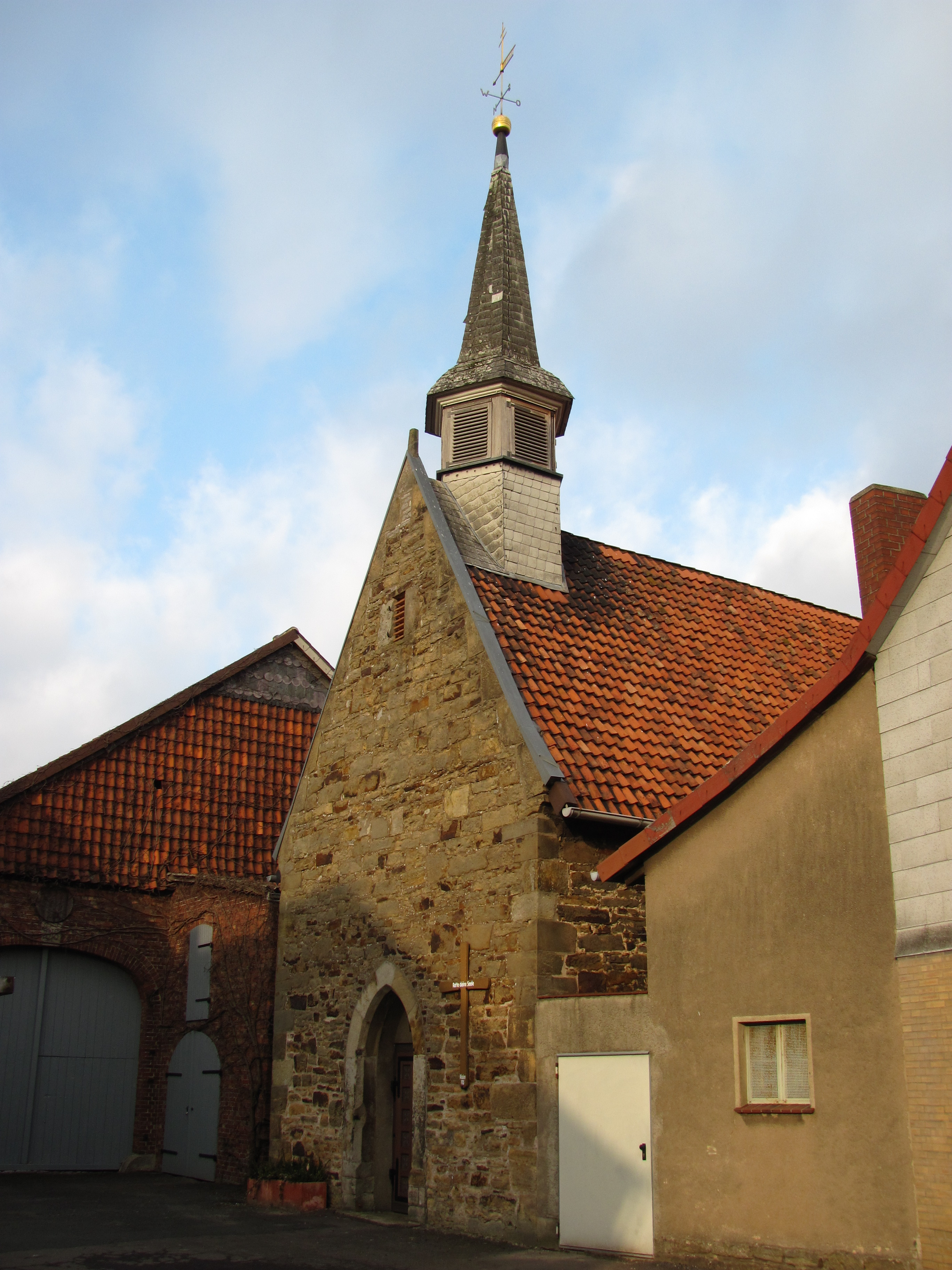
Kapelle St. Bernward

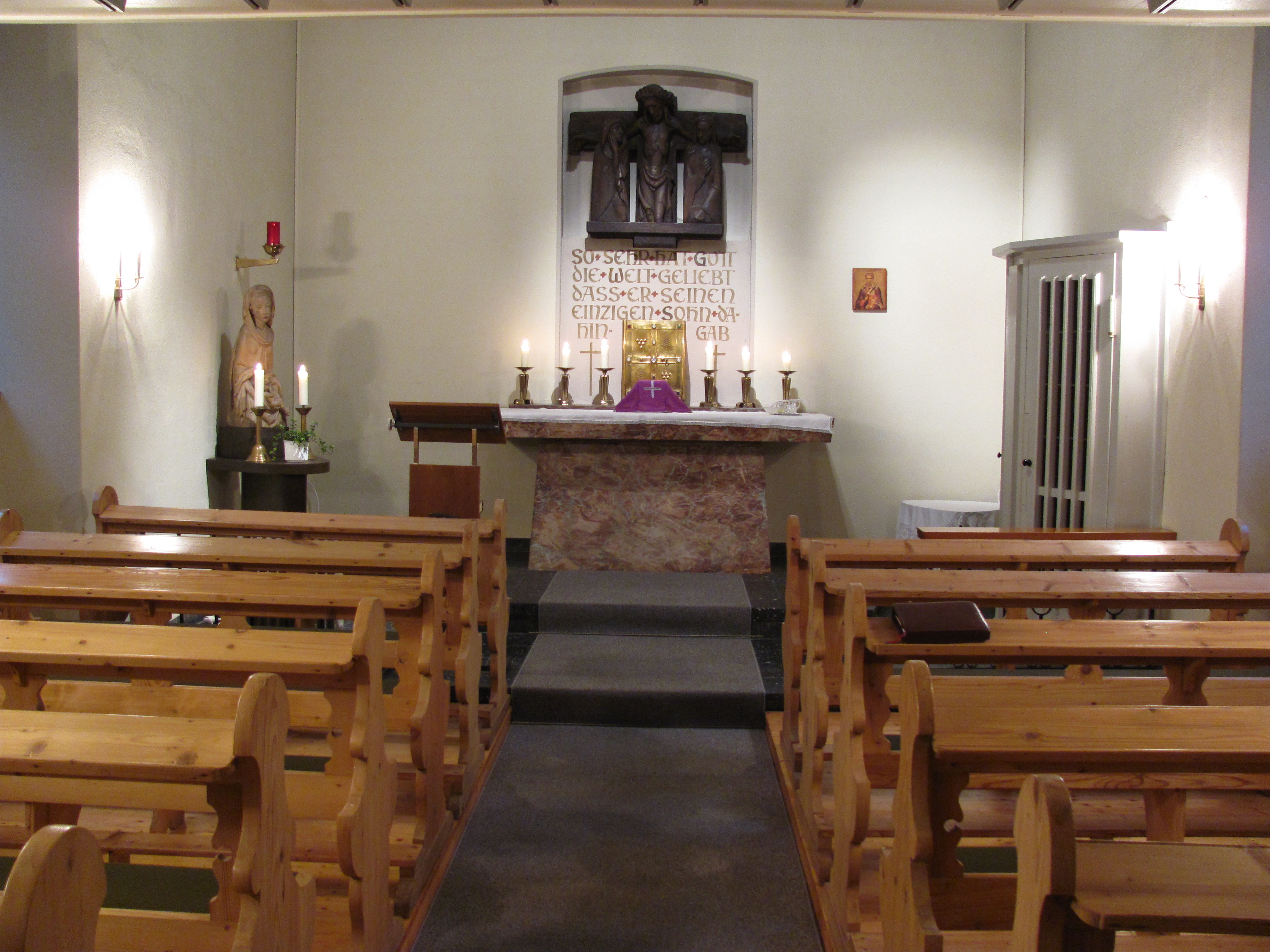
Innenansicht der Kapelle St. Bernward

- Mitten im Dorf ist die kleine katholische St.-Bernward-Kapelle beachtenswert. Sie ist dem heiligen Bernward, einem der bedeutendsten Bischöfe Hildesheims, geweiht. Ihr mit Schiefer verkleideter Giebelreiter mit seinem Spitzhelm ist weithin sichtbar. Unmittelbar rechts und links grenzen ein Wohnhaus und ein anderes Gebäude an, was für dörfliche Bebauung in Norddeutschland sehr ungewöhnlich ist. Ob Klein Düngen jemals über eine Kirche verfügte, ist bis heute nicht bekannt, denn in den zur Verfügung stehenden Urkunden ist hierüber nichts überliefert. Die Fundamente der St. Bernwardskapelle stammen möglicherweise aus dem 13. Jahrhundert[6]. Ursprünglich hieß sie "Kapelle Mariae Heimsuchung". Es handelt sich um einen gotischen Bau aus Bruchsteinen mit Eckquadern. Der Eingang befand sich ursprünglich an der Südseite, er wurde jedoch später an die Westseite der Kapelle verlegt. Hier befindet sich ein Portal mit einem für die Zeit der Gotik typischen Spitzbogen. Über einem rechteckigen Fenster an der Nordseite der Kapelle ist die Jahreszahl 1613 zu lesen, die sich möglicherweise auf eine Renovierung bezieht. 1701 wurde die Kapelle erneuert[7]. In den relativ dicken Mauern der Kapelle befinden sich sechs Schießscharten, was darauf schließen lässt, dass sie möglicherweise als Wehrkirche diente. Weitere Renovierungen erfolgten 1954/55, 1978, 1986 und 1993. Im Innern der Kapelle, die rund 40 Sitzplätze hat, ist u. a. eine Statue des hl. Bernward beachtenswert, der in seiner Hand das Bernwardskreuz hält. Mehrere der auffallend kleinen Fenster der Kapelle sind noch heute unschwer als frühere Schießscharten zu erkennen. Von 1940 an gehörte die in der Kreuzstraße 11 gelegene Kapelle zur Pfarrgemeinde St. Cosmas und Damian in Groß Düngen, seit dem 1. November 2014 gehört sie zur Pfarrei St. Gallus in Detfurth.

- An der Hauptstraße ist außerdem ein steinernes Flurkreuz von 1853 mit einer in Stein gemeißelten Inschrift bemerkenswert.

- Im Ortskern Klein Düngens sind zahlreiche gut erhaltene Fachwerkhäuser sehenswert.

## Wirtschaft und Infrastruktur
Mitten durch Klein Düngen verläuft die Lammetalbahn, doch verfügt der Ort über keinen Bahnhof oder Haltepunkt. Der nächste Bahnhof befindet sich knapp 2 km entfernt in Groß Düngen. Am westlichen Rand Klein Düngens führt die Bundesstraße 243 von Hildesheim nach Seesen.